# Dosso di Sant'Agata
Il Dosso di Sant'Agata è una delle tre colline che attorniano la città di Trento, alto 576 metri.
Gli altri due dossi che contornano la città sono il Doss Trento e il Dosso di San Rocco, noti, secondo la tradizione, fin dai tempi dei Romani, che avevano per l'appunto dato a Trento il nome Tridentum, ovvero città dei tre denti.

## Geografia

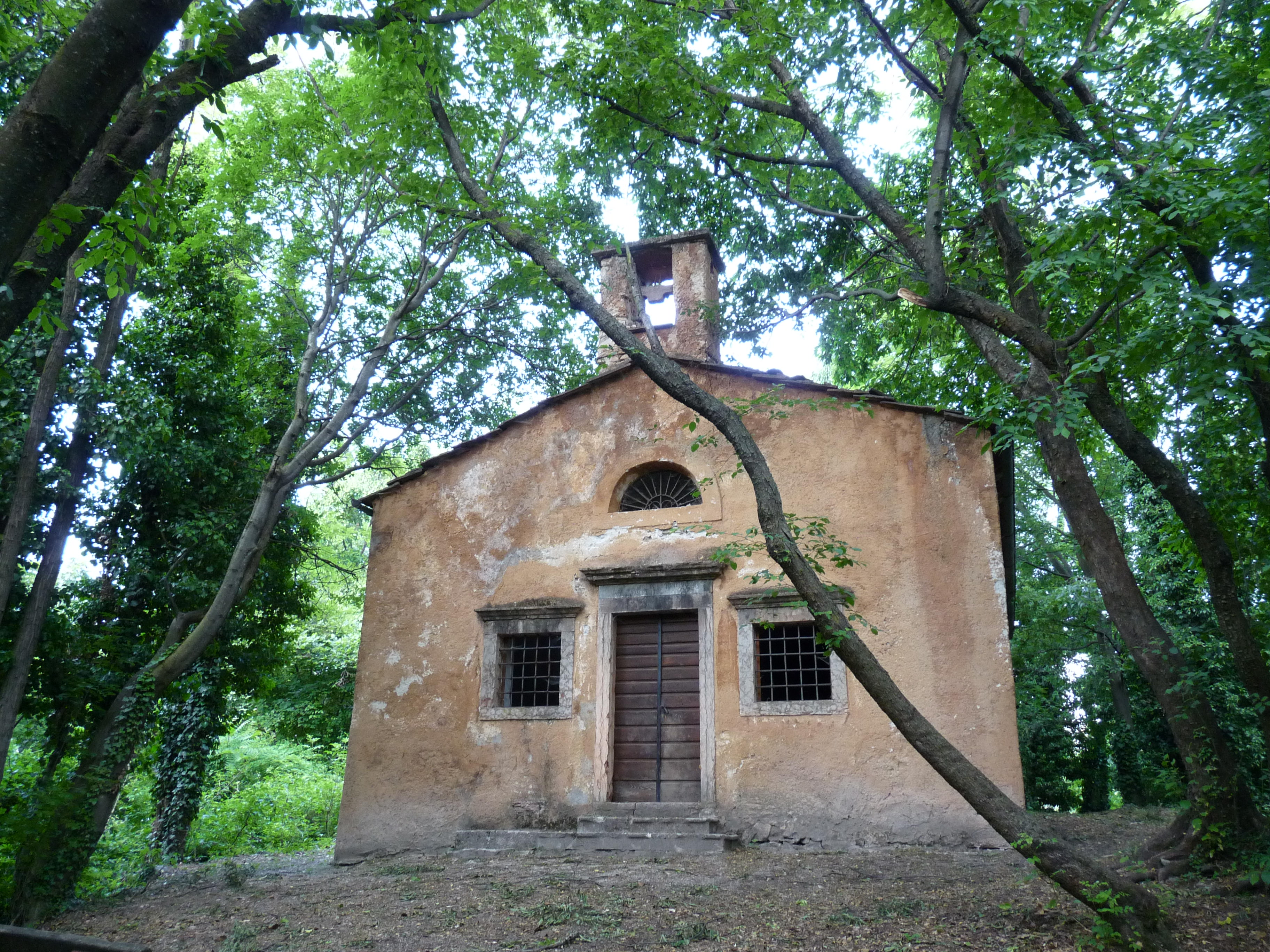
La chiesa di Sant'Agata

Il Doss si trova ad est di Trento sull'altopiano morenico su cui sorgono gli abitati di Povo e Villazzano. Il promontorio, totalmente isolato e di forma troncoconica, è raggiungibile in 10-15 minuti dai nuclei di Oltrecastello (versante orientale) e dal nucleo di Sprè (versante meridionale) mediante due sentieri mediamente ripidi. 
Il colle si caratterizza per una spiccata biodiversità: sul fronte meridionale la presenza di fitti terrazzamenti ad uso agricolo, le "frate", ha inciso su morfologia e flora; sul versante settentrionale il bosco domina l'intera superficie. Il pianoro sommitale è caratterizzato da un vasto prato e denota la presenza di diversi muri a secco, sia in forma di terrazzamento sia di muri in elevazione, che paiono essere l'unica testimonianza di un castello di cui si hanno notizie fino al 1375.
Dal 2018 sono in corso scavi archeologici svolti dall'Università di Trento per confermare la presenza del castello. È stato trovato per ora un sito di lavorazione metallurgica risalente al periodo longobardo, dalla metà del VII all'inizio dell'VIII secolo.
A occidente, sul punto più alto del Doss, si trova la chiesetta intitolata anch'essa a Sant'Agata.

## Chiesa di Sant'Agata
La chiesa di Sant'Agata pare essere l'evoluzione dell'antica cappella cimiteriale del castello. Di forma quadrangolare e di dimensioni modeste (ca. 5×10 m), è caratterizzata internamente da un'unica navata con volti a botte progressivamente digradanti verso l'abside. Sull'architrave dell'ingresso v'è inciso "DEMTVA PROTECTIONE VT IN / AETERNUM PROTEGAS AN. 1566", che pare indicare l'anno in cui la chiesa assunse la forma attuale; nel 1579 appare citata negli Acta Visitalia in seguito della Visita Pastorale di Ludovico Madruzzo.
La chiesa, vittima negli anni di numerosi atti vandalici, appare in un moderato stato di degrado che ha incoraggiato nel 2018 l'intervento del volontariato locale per il rifacimento del tetto mediante il progetto "Un paese, il suo colle, la sua chiesa" promosso dal Comune di Trento, dalla Circoscrizione di Povo e dalla Parrocchia di Povo.

## Sport
Durante la primavera si svolgono delle manifestazioni sportive di corsa, che interessano questo dosso e il vicino monte Celva.